# 八高線列車正面衝突事故
八高線列車正面衝突事故とは、1945年（昭和20年）8月24日、八高線多摩川橋梁上で発生した鉄道事故である。死者105名といわれるが、橋梁上の事故ゆえに多摩川に流された犠牲者も数多く、正確な把握はできていないという。

## 概要
八高線小宮駅 - 拝島駅間の多摩川橋梁中央部において上り6列車（8850形8869号機牽引、客車5両編成）と下り3列車（8850形8853号機牽引、客車5両編成）が正面衝突した。テレスコーピング現象により下り列車の機関車が上り列車の客車にまで乗り上げ、一両目までを踏み潰す格好となった。下敷きとなった車両には生存者が残されていたが、橋梁上の事故のため救助作業は難航し、手が出せないまま翌26日には救助を求める声も途絶えた。また、多数の乗客が川に投げ出されたこともあり、少なくとも乗員・乗客105名の死亡、67名の重軽傷者が確認された。終戦9日後という混乱期のため、列車は通勤通学客に復員兵や疎開先からの帰宅者も加えて満員で、その多数の乗客が衝突により多摩川の濁流に流された。当日は激しい雷雨により多摩川が川幅いっぱいに増水していたこともあり、遺体が海まで流されて確認されなかった死者も相当数いるのではないかと言われている。

## 原因
原因は、小宮駅 - 拝島駅間での列車の運転の連絡不備による人為的なものとされている。当日は朝から暴風雨で、さらに信号機故障、激しい風雨が原因とみられる通信途絶が重なり、駅間の連絡が取れないためダイヤが大幅に乱れていた。
小宮駅では通信途絶で通票閉塞が使用できなかったため、代用閉塞の一つである「指導式」により列車を運転することとし、上り列車の指導員となる駅務員を徒歩で拝島駅へと向かわせた。ところがその後、八王子から小宮に下り回送機関車が到着し、さらに下り旅客列車が続行するとみられたことから、小宮駅長は下り旅客列車を先行させることとし、その旨の連絡を携えた別の駅務員を回送機関車に乗り込ませて拝島駅に派遣した。機関車は途中で先に出発した駅務員を拾い上げ拝島駅に到着したが、拝島駅は第1の駅務員の連絡を正とし、それと矛盾する第2の連絡は列車番号の誤記だと解釈した。結果として拝島駅では最初の連絡に従い上り列車を小宮駅に向け発車させ、小宮駅では変更した運転順序の連絡ができていると思い込み、下り列車を拝島駅に向け発車させた。
本来、指導式は、閉塞区間両端駅の駅長が相互に連絡を取り、閉塞区間内に列車がないことを確認した上でタブレット（もしくはスタフ）の代替となるただ1人の指導員を列車に添乗させて運行する方式である。つまり、その区間で一人だけ選任される指導員の乗った列車のみがその閉塞区間内を運行可能となるが、このときは原則に反した取り扱いがなされるとともに、双方の駅長による連絡が不十分で、両者の思い込みが食い違ったために正面衝突事故を引き起こした。

## その後
事故車は破損により牽引が難しく、機関車2両は川に引き落とされて処理された。
2001年に当時の車両の車輪とされる物が川の中州から引き上げられ、2004年に左岸の河原の公園脇に設置された。由来が当事故以外には考えられないため、当事故の遺物と認知されている。
2020年、昭島市は新たに事故報告書を作成した。

## 注
1. ↑  2020年に昭島市から出された書籍によると、昭島市民の死者がカウントされておらず、死者数は少なくとも126人とされている。
2. ↑  その機関車で八王子から帰還した指導員の通達によるともいわれる。
3. ↑  小宮駅と拝島駅の間は5.7㎞ほどあり徒歩では1時間半ほどかかる。ゆえに駅務員は未だ拝島駅に到着していなかった。